# Henryk Domeradzki
Henryk Domeradzki ps. „Stefan” (ur. 9 lutego 1904 w Kamieńskim) – członek PPS, działacz lewicy socjalistycznej i uczestnik konspiracji antyhitlerowskiej.
Pochodził z rodziny robotniczej. Dziad Domeradzkiego został zesłany na Syberię za udział w powstaniu styczniowym i po odbyciu kary osiedlił się w Kamieńskim. Po 1905 r. cała rodzina Domeradzkich powróciła do kraju i zamieszkała w Duninowie w powiecie płockim, po czym przeniosła się w 1908 r. do Włocławka. Tam ojciec Domeradzkiego pracował jako robotnik w fabryce celulozy, należąc do PPS-Lewicy i klasowego związku metalowców. Domeradzki uczył się w 4-oddziałowej szkole elementarnej, a następnie w gimnazjum, którego jednak nie ukończył. W czasach gimnazjalnych interesował się polityką; wielokrotnie jeździł razem z ojcem po okolicznych wsiach na zebraniach organizowanych przez PPS. W 1922 r. wstąpił do tej partii i jako aktywny działacz został wkrótce członkiem KM PPS we Włocławku. Wybrano go także do zarządu miejscowej rady klasowych związków zawodowych. W tym czasie otrzymał posadę w biurze Funduszu Bezrobocia we Włocławku. 
W listopadzie 1925 r. powołano go do wojska. Za prowadzenie działalności politycznej wśród żołnierzy wielokrotnie karany był aresztem. Po wyjściu z wojska w 1927 r. wrócił do pracy w biurze Funduszu Bezrobocia we Włocławku. W 1929 r. został przeniesiony służbowo do biura Funduszu Bezrobocia w Krakowie. Za udział w akcjach na rzecz Centrolewu i za wygłaszanie opozycyjnych, antysanacyjnych przemówień z ramienia PPS zwolniono go w 1930 r. z pracy. W poszukiwaniu zajęcia przeniósł się we wrześniu 1931 r. wraz z rodziną do Łodzi, gdzie otrzymał pracę w Funduszu Bezrobocia. Nadal brał czynny udział w działalności PPS. Wkrótce po przyjeździe do Łodzi został wybrany na przewodniczącego KD PPS Łódź-Górna. Funkcję tę pełnił z przerwami przez wiele lat. W łódzkiej organizacji PPS Domeradzki należał do grupy lewicowej, dążącej do nawiązania bliższych kontaktów i współpracy z KPP. W 1933 r. grupa ta obaliła dotychczasowy prawicowy OKR PPS w Łodzi i częściowo weszła w skład nowego OKR, który następnie opanowała na dłuższy czas. W 1935 r. Domeradzki został ponownie wybrany przewodniczącym KD PPS dzielnicy Górna, a ponadto wszedł w skład OKR PPS. Członkiem ŁOKR pozostawał z przerwami aż do wybuchu wojny w 1939 r. W czasie wyborów samorządowych w 1936 r. wybrano go radnym Rady Miejskiej w Łodzi. W tym czasie nawiązał ścisłą współpracę ze Stowarzyszeniem Urlopów Robotniczych, znajdującym się pod wpływami KPP. Jako delegat z Łodzi uczestniczył w XXIV Kongresie PPS (31 stycznia-2 lutego 1937 w Radomiu).
Po napaści hitlerowskiej na Polskę we wrześniu 1939 r. działał nadal w organizacjach socjalistycznych, występując pod pseudonimem Stefan Łukomski (nazwisko panieńskie matki). W listopadzie 1939 r. wszedł w skład kierownictwa nielegalnej PPS w Łodzi. W grudniu tego roku powołany został przez Komendę Główną Wydziału Wojskowego PPS na dowódcę oddziału dyspozycyjnego, który miał sam zorganizować. Równocześnie wszedł do Wydziału Prasowego, w którym pełnił funkcję kierownika technicznego wydawnictw prasowych. Latem 1941 r. przyłączył się do grupy lewicowej (powstałej w wyniku rozłamu w łódzkiej organizacji PPS po wybuchu wojny niemiecko-radzieckiej) i wziął udział w kilku konferencjach mających na celu opracowanie założeń ideologicznych lewicy PPS. Na tej ostatniej konferencji zaakceptowano plan walki z najeźdźcą. Planowano m.in. dokonanie zamachu na Grand Hotel w Łodzi, którą to akcję przygotowywał sam Domeradzki. W listopadzie 1941 r., w związku z masowymi aresztowaniami lewicy PPS w Łodzi, Domeradzki uciekł do Radomia, nie przerywając działalności politycznej i bojowej. Po zabójstwie we wrześniu 1943 r. niemieckiego żandarma, który zamierzał go aresztować, uciekł do Warszawy. W listopadzie 1943 r. został aresztowany na ulicy w Warszawie i odtąd wszelki ślad po nim zaginął. Krążyła wersja, raczej mało prawdopodobna, że jeszcze wiosną 1944 r. walczył w oddziale partyzanckim RPPS w Radomszczańskiem, i że został zamordowany wraz z grupą partyzantów przez oddział NSZ w Lasach Włoszczowskich.